# Солярні міфи

Ра, верховний бог єгипетської міфології

Соля́рні мі́фи (від лат. solaris — сонячний) — міфи походження, у яких центральним образом (персонажем) виступає Сонце; міфологізація Сонця та його впливу на земне життя. Солярні тісно пов'язані з лунарними міфами (про Місяць). У широкому розумінні обидві групи належать до так званих астральних міфів.
Образ Сонця як головного божества наявний у міфології більшості народів світу. 
Оскільки Сонце відіграє в житті планети та людства ключову роль, люди з давніх-давен помітили та оцінили його значення. У давнину люди шанували Сонце, поклонялися йому основному божеству. Сонце (як і решта небесних світил) для стародавніх людей були загадкою, тому його природу намагалися пояснити через міфи. Проте рух Сонця небосхилом та його вплив на клімат, від якого напряму залежали врожайність та виживання, були очевидними для людей усіх культур. Календарність (денний, річний відлік часу) формувалася на основі діяльності Сонця. 
Міфи про богоподібне Сонце під час руйнації язичництва апропріювали та реконструювали авраамічні релігії. 
Видозмінені сліди солярних міфів можна спостерігати у більшості релігійних ритуалів сучасності.